# Kabney

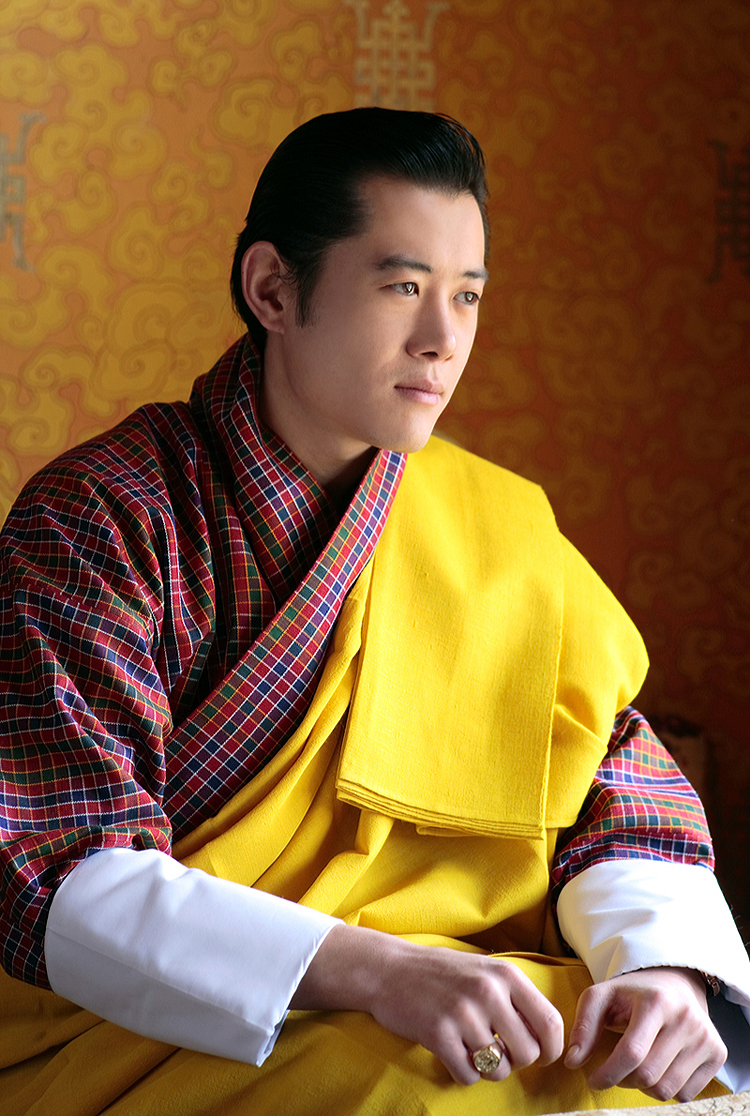
Le roi Jigme Khesar Namgyel Wangchuck avec un kabney couleur safran (réservé au roi et à l'abbé en chef du Bhoutan).

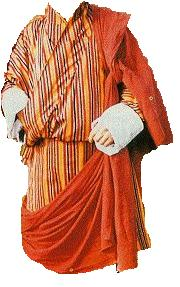
Gho avec un kabney orange.

Un kabney ( Dzongkha བཀབ་ནེ་ , Wylie : bkab-ne ) est une écharpe en soie portée par dessus le  gho, la tenue masculine traditionnelle au Bhoutan.
L'écharpe est en soie brute et a en général une dimension de 90 × 300 cm avec des franges. Le Kabney est porté par-dessus le gho, il va de l'épaule gauche à la hanche droite et est porté lors d'occasions spéciales ou lors de la visite d'un dzong. Le Kabney est également appelé Bura, ce qui signifie soie sauvage.
L'utilisation du gho et du kabney est régie au Bhoutan par le  driglam namzha, le code officiel d'étiquette et de tenue vestimentaire du Bhoutan.
La couleur du foulard est déterminée par le rang et la classe sociale du porteur :    
- Écharpe safran pour le Druk Gyalpo (roi) et le Je Khenpo (abbé en chef).
- Écharpe orange pour les Lyonpos ( ministres et autres membres du gouvernement).
- Écharpe rouge pour les  Dashos (membres masculins de la famille royale et hauts fonctionnaires). L'écharpe rouge peut également être conférée à un civil bhoutanais, et elle constitue l'un des plus grands honneurs qu'un civil bhoutanais puisse recevoir. Elle est alors décernée par le roi en reconnaissance du service exceptionnel rendu par un individu à la nation[3].
- Écharpe verte pour les juges.
- Écharpe bleue pour les députés.
- Écharpe blanche sans franges pour secrétaire de divers ministères et Zimpoen à Sa Majesté le Roi. Également décerné à des personnes distinguées pour diverses réalisations et contributions.
- Écharpe blanche à rayures rouges pour les Gups (chefs des 205 gewogs ).
- Écharpe blanche pour les hommes du peuple